# Freguesia de Santo António (Macau)
A Freguesia de Santo António é uma das sete freguesias de Macau e localiza-se no centro-oeste da Península de Macau. Ela não tem quaisquer poderes administrativos, sendo reconhecido pelo Governo como uma mera divisão regional e simbólica de Macau. 
Possui uma área de 1,1 km², correspondendo a 11,82% da área da Península (com aproximadamente 9,3 km²). É a freguesia com maior densidade populacional de Macau, com aproximadamente 94,7 mil habitantes por quilómetro quadrado. Cerca de metade do seu terreno foi reclamado ao mar através de aterros. Possui uma população de 104,2 mil habitantes.
Nesta freguesia encontra-se indústrias de pequena escala, maioritariamente tradicionais, que são cada vez mais raros em Macau. As áreas residenciais e comerciais predominam-se na Freguesia. Faz fronteira a sul com a Freguesia da Sé, a norte com a Freguesia de Nossa Senhora de Fátima e a este com a Freguesia de São Lázaro.

## Edifícios e locais famosos que se encontram na freguesia de Santo António
- Largo de Camões
- Largo da Companhia de Jesus
- Ruínas de São Paulo
- Fortaleza do Monte
- Igreja de Santo António
- Casa Garden
- Cemitério e Capela Protestante
- Templo de Na Tcha
- Troço das Antigas Muralhas de Defesa (Macau)